# التسجيل (فلم)
بالعربية: (التسجيل) هو فيلم رعب إسباني أصدر سنة 2007 من إخراج Jaume Balagueró و Paco Plaza 

## القصة
تدور القصة حول مراسلة تلفزيونية تريد ان تعمل برنامج لرجال الإطفاء وأثناء تصوير البرنامج رن جرس انذار الحريق فـ ذهبت معهم لتصويرهم أثناء المكافحة.. النداء يكون لمجمع سكني وعندما يذهبون لاكتشاف سبب النداء يكتشفون أنه هناك وباء ينتقل من شخص لشخص فيحبسون داخل المبنى.

## عن الفيلم
اللغة: الاسبانية.
مدة التشغيل: 78 دقيقة.
تم تقييم الفلم على موقع IMDB ب 7,5/10  وعلى موقع Rotten Tomatoes بنسبة 96% 

## روابط خارجية
- مقالات تستعمل روابط فنية بلا صلة مع ويكي بيانات